# Смейн, Кайл
Кайл Смейн (27 июня 1991 года, Апл-Валли, Калифорния — 29 января 2023, префектура Нагано, Япония) — американский лыжник- фристайлер. Начинал в дисциплине хафпайп.

## Карьера
Смейн участвовал в соревнованиях FIS и AFP World Tour с 2008 года. Дебютировал на Кубке мира в январе 2009 года в Парк-Сити, штат Юта, США — финишировал на 11 месте.
В сезоне 2011/12 выиграл Revolution Tour в Northstar на озере Тахо, Калифорния, и The North Face Park and Pipe Open Series также в Northstar в Тахо.
В начале сезона 2013-14 занял третье место в The North Face Park and Pipe Open Series в Коппер-Маунтин, штат Колорадо. В том же сезоне последовало ещё одно третье место на Aspen/Snowmass Freeskiing Open в Аспене.
В начале следующего сезона выиграл тур USSA Revolution Tour в Коппер-Маунтин. По ходу сезона впервые попал в десятку лучших на чемпионате мира, заняв шестое место в Парк-Сити и девятое место в Тине.
В январе 2015 года стал чемпионом мира по хафпайпу на чемпионате мира по фристайлу в Крайшберге, Штирия, Австрия. Закончил сезон Кубка мира на восьмом месте в Кубке мира по хафпайпу.
В сезоне 2015/16 финишировал девятым на Winter X Games 2016 в Аспене и восьмым на X Games Oslo 2016.
В сезоне 2017/18 он одержал первую победу на Кубке мира в Мамонте, штат Калифорния, и занял 2-е место на Aspen Snowmass Freeskiing Open.
29 января 2023 года в возрасте 31 года был погребён под лавиной во время катания на лыжах в неохраняемой зоне горнолыжного курорта Хакуба Норикура в префектуре Нагано, Япония, погиб. В это время шёл сильный снегопад, поэтому местные власти объявили лавинное предупреждение.